# Calymmaria emertoni
Espèce
Synonymes
- Tegenaria emertoni Simon, 1897
- Tegenaria quadrata Exline, 1936

Calymmaria emertoni est une espèce d'araignées aranéomorphes de la famille des Cybaeidae.

## Distribution
Cette espèce se rencontre dans les chaînes côtières du Pacifique aux États-Unis en Oregon et au Washington et au Canada en Colombie-Britannique sur l'île de Vancouver,,.

## Description
Les femelles mesurent de 5,02 à 7,95 mm et les mâles de 5,58 à 6,54 mm.

## Étymologie
Cette espèce est nommée en l'honneur de James Henry Emerton.

## Publication originale
- Simon, 1897: Description d'arachnides nouveaux. Annales de la Société Entomologique de Belgique, vol. 41, p. 8-17 (texte intégral).